# Hanergy
Hanergy est une entreprise chinoise spécialisée dans les énergies renouvelables. 

## Histoire
En mai 2015, Hanergy est l'objet d'une très importante chute de son cours de bourse.